# خنشع الصفصاف

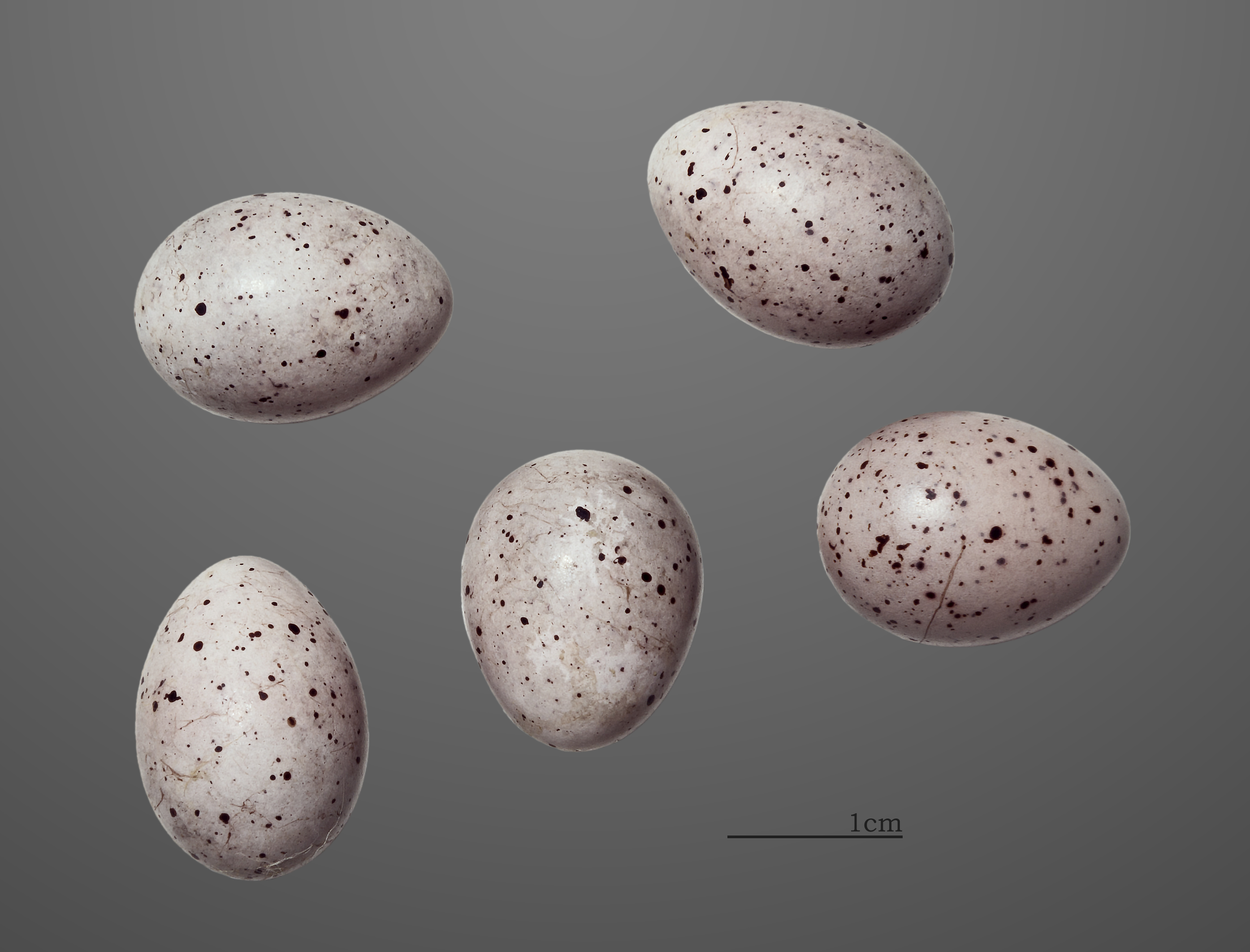
Hippolais icterina

خَنْشَع الصفصاف أو ذُعْلُوقَة الصفصاف أو خنشع ليموني (الاسم العلمي: Hippolais icterina) (بالإنجليزية: Icterine Warbler)‏، هو طائر ينتمي إلى (فصيلة: Acrocephalidae). طائر من الخنشع الضوارب يجوب معظم مناطق حوض البحر الأبيض المتوسط.

## الغذاء والموئل
قوته الحشرات والثمار البرية وبعض أنواع الكرز. يألف أحراج السنديان وضفاف مجاري الماء حيث يكثر الصفصاف ولا يقترب من حرج الصنوبر أينما كان موقعها.

## الوصف
جسمه صغير القد يطول نحو ١٣ سم. ظهره إلى الربدة الخضراء. بطنه إلى الصفار الباهت. قوادمه وأفنيكه إلى السمرة يطوقها إطار أخضر. حدقة عينيه كستنية. منقاره إلى السمرة الحنطية. رسغاه إلى الزرقة البحرية. يتميز بترديد زقزقة كل طائر يسمعه. 

## التكاثر
يدثن في الشجيرات الوارفة الظلال. أنثاه تضع من ٤ إلى ٥ بيضات وردية اللون مرقوشة بالأسمر، تحضنها بمناوبة الذكر نحو ١٣ يومًا.